# Fluide hydraulique
 (octobre 2011).
Si vous disposez d'ouvrages ou d'articles de référence ou si vous connaissez des sites web de qualité traitant du thème abordé ici, merci de compléter l'article en donnant les références utiles à sa vérifiabilité et en les liant à la section « Notes et références ».
Un fluide hydraulique (ou huile hydraulique) est un « liquide utilisé comme moyen de transmission de puissance dans un système hydraulique ». C'est une huile minérale incompressible capable de transmettre rapidement l'énergie de la pompe aux récepteurs. Cette propriété en fait un vecteur de force : il s'agit donc d'un fluide fonctionnel. De plus, parce que c'est un fluide visqueux, le fluide hydraulique assure la lubrification des composants métalliques (pompe hydraulique, distributeurs, vérins).
La qualité des fluides hydrauliques doit prendre en compte plusieurs éléments : le pouvoir de lubrification, le coefficient de transfert thermique, le pouvoir anti-usure et la bonne résistance au feu. Cette combinaison permet d'augmenter la durée de vie des composants du système hydraulique, donc de réduire les coûts de maintenance.
Des normes ISO permettent d'identifier les fluides adaptés à une situation particulière. Le fluide ISOVG46 est le plus courant. On utilise ISO VG32 principalement pour les basses températures. ISO VG68 est encore plus épais et rarement utilisé, mais peut être précieux pour les températures élevées.
Les huiles minérales sont généralement miscibles.

## Principales fonctions
- Transmission de la pression
- Lubrification, graissage des composants
- Protection contre la corrosion
- Transfert thermique du système au réservoir
- Transport des impuretés

## Pollution
Les composants hydrauliques ont une forte sensibilité aux polluants, qu'ils soient solides (joints, limaille, papier et autres fibres), liquide (eau et produits chimiques), gazeux (air). Toutes les formes de pollution nuisent au fonctionnement de l'installation et réduisent son espérance de vie. Il faut donc prendre des précautions, notamment lors du remplissage du réservoir : lors de cette opération, toutes les particules contenues dans l'air s'introduisent dans le système, même si on utilise un groupe de remplissage. Il est préférable d'installer un coupleur de remplissage sur la centrale hydraulique, qui relié au groupe de remplissage, a pour avantage de ne laisser passer que l'huile.

### Différentes sources de pollution
Pollution de fabrication
Elle concerne la pénétration de particules solides au moment de la réalisation du système hydraulique. Pendant le montage, les travaux de soudure, de peinture, le montage des composants, et parfois la négligence, introduisent des particules solides. Si aucun rinçage n'est effectué, les composants seront rapidement soumis à l'usure, et le système, à des pannes prématurées.
Particules solides de fabrication pouvant nuire aux systèmes hydrauliques :
- Copeaux de sciage des tubes
- Gouttes de soudures
- Calamine
- Copeaux des blocs forés
- Bavures
- Matières plastiques
- Chiffons

Pollution extérieure
Il s'agit de tout ce que peut contenir l'environnement et l'atmosphère de l'installation hydraulique. Les particules solides, l'eau, mais également l'air.
- Mouvements d'huile dans le réservoir
- Joints d'arbres
- Joints de tiges de vérins
- Joints de couvercle

Pollution de maintenance
Elle concerne la pollution due à une manipulation humaine sur le système hydraulique.
- Démontage et remontage des composants
- Changements des flexibles
- Vidange et remplissage du réservoir

### Moyens de prévention
Filtration
- Filtre à air : le réservoir subit des variations de volume. L'huile manquante est remplacée par de l'air. Il faut donc le filtrer.
- Filtre retour : filtration de l'huile qui revient des récepteurs et des composants et qui retourne au réservoir.
- Filtre pression : monté directement en sortie de pompe, il protège les composants les plus fragiles, type servovalves.

Ces trois filtres sont montés en ligne, c'est-à-dire directement sur le circuit, avec des raccords ou des brides.
- Filtration en dérivation : l'huile est filtrée par un groupe de filtration indépendant du circuit hydraulique.

Analyses d'huile
L'analyse d'huile renseigne à 99 % sur l'état et l'usure des installations hydrauliques. Le contrôle de la qualité et de la propreté des huiles permet d'anticiper et de prendre les mesures nécessaires pour éviter pannes, détérioration des composants et vidanges à répétition.
Différents types d'analyse d'huile
- L'analyse gravimétrique ou particulaire : décèle la pollution solide
- La recherche de particules d'eau
- L'analyse TAN (Indice d'Acidité Totale) : indique le taux d'acidité
- Le comptage de particules : classe les particules décelées par taille, ce qui permet d'obtenir une classe de pollution selon la norme ISO 4406[2] ou NAS 1638.

Dépollution
Elle se fait grâce à des groupes de filtration montés en dérivation sur le circuit hydraulique. Elle permet d'éliminer les particules solides ou liquides sur un système en fonctionnement, et de vérifier les résultats en direct.

### Effets de la pollution
Plus de 70 % des pannes hydrauliques ont pour origine la pollution solide ou chimique de l'huile.
- Pollution grossière : grippage des pièces en mouvement dans le système hydraulique
- Pollution fine : usure des composants, augmentation des fuites et élévation de la température du système
- Pollution ultra-fine : augmentation des forces de frottement et de déplacement des tiroirs de blocage
- Pollution chimique (la cavitation, l'eau et les hausses de température) : destruction des qualités physico-chimiques du fluide. Altération de la viscosité, augmentation de l'acidité et de l'oxydation. De plus, l'eau entraîne la corrosion des pièces internes du système.

## Fluides hydrauliques minéraux

### Normes
Les fluides hydrauliques les plus couramment utilisés sont composés d'huiles minérales additionnées d'additifs appropriés. On les appelle également simplement huiles hydrauliques. En Allemagne et dans d'autres pays d´Europe, les codes usuels sont H, HL, HLP, HVLP conformément à la norme DIN 51 524.
HL : contiennent des additifs pour renforcer la protection contre la corrosion et la résistance au vieillissement (également HL selon la norme DIN 51 524, partie 1). Elles sont utilisées pour des pressions jusqu'à 200 bars et résistent aux charges thermiques habituelles.
HLP : contiennent des additifs pour renforcer la protection contre la corrosion, des additifs haute pression et la résistance au vieillissement (également HLP selon la norme DIN 51 524, partie 2). Elles sont utilisées pour des pressions de 200 bars et plus et résistent aux charges thermiques habituelles.
HLPD : contiennent des additifs pour renforcer la protection contre la corrosion, la résistance au vieillissement et des additifs détergents (désignation allemande, non standardisée).
HVLP : contiennent des additifs pour renforcer la protection contre la corrosion, la résistance au vieillissement, réduire l'usure par adhérence dans la zone de frottement mixte et améliorer le comportement viscosité-température (également HVLP selon la norme DIN 51 524, partie 3).
HVLPD : contiennent des additifs pour renforcer la protection contre la corrosion, la résistance au vieillissement et des additifs détergents (désignation allemande, non standardisée),.

### Viscosité (ISO VG)[6]
Les viscosités les plus couramment utilisées pour les huiles hydrauliques sont ISO VG 32, ISO VG 46 et ISO VG 68.
- ISO VG 32 : plus fluide
- ISO VG 46 : la plus polyvalente, adaptée à une large gamme de conditions de fonctionnement.
- ISO VG 68 : plus épaisse, privilégiée pour les environnements à températures élevées ou les charges lourdes.

## Fluides hydrauliques biodégradables (écolubrifiants)
Depuis une vingtaine d'années en Allemagne, des fluides hydrauliques à base végétale sont développés. Ces produits sont depuis peu développés en France. Ils sont principalement à base de colza et possèdent un pouvoir lubrifiant naturel optimal.
Leur coût d'achat est plus important, mais pour un écolubrifiant il faut voir le coût de cycle de vie :
- consommation plus basse ;
- temps de vidange plus importants ;
- moins de frottement : baisse de la consommation d'énergie, augmentation de la durée de vie des équipements, augmentation des temps de production, baisse des temps de maintenance, etc.

Pour les fluides hydrauliques biodégradables, on compte deux types principalement :
- HETG (triglycéride) selon ISO 15380[7](généralement pour des pressions d'utilisation en dessous de 210 bar) ;
- HEES (ester synthétique) selon ISO 15380[7] (généralement pour des pressions d'utilisation en dessous de 420 bar).

Il en existe deux types : les non-saturés (~ 2 000 h d'utilisation) et les saturés (~ 6 000 h d'utilisation).
En termes de biodégradabilité, on parle souvent de la norme OCDE301B : norme de biodégradabilité ultime en 28 jours, qui est très différente de l'ancienne norme (la CEC) qui ne définissait que le fait de séparer les éléments polluants des non-polluants ; mais les éléments polluants étaient toujours présents, et bien souvent on se retrouvait avec des produits écotoxiques. Afin de pallier ces problèmes, on demande aux produits respectant l'OCDE 301B de respecter l'OCDE 201, 202 et 203, qui représentent respectivement la non éco-toxicité des produits envers les algues, les daphnies et les poissons.
Afin de respecter l'Écolabel européen, ces fluides doivent respecter les normes OCDE 301B (au moins 60 %), 201, 202 et 203, et ne présenter aucun signe Risk & Safe (des préventions sur les risques et les mesures de sécurité). Les meilleures huiles vont jusqu'à 75 % pour cette norme. (Attention à ne pas confondre avec les termes commerciaux utilisés sur les emaballages qui donnent des pourcentages de 100 %, qui n'ont rien à voir avec cette norme (souvent la CEC) et qui ne veulent souvent rien dire).